# Torre de les Hores (Palau-sator)
La Torre de les Hores o Torre Portal és una obra del municipi de Palau-sator (Baix Empordà) declarada bé cultural d'interès nacional.

## Descripció

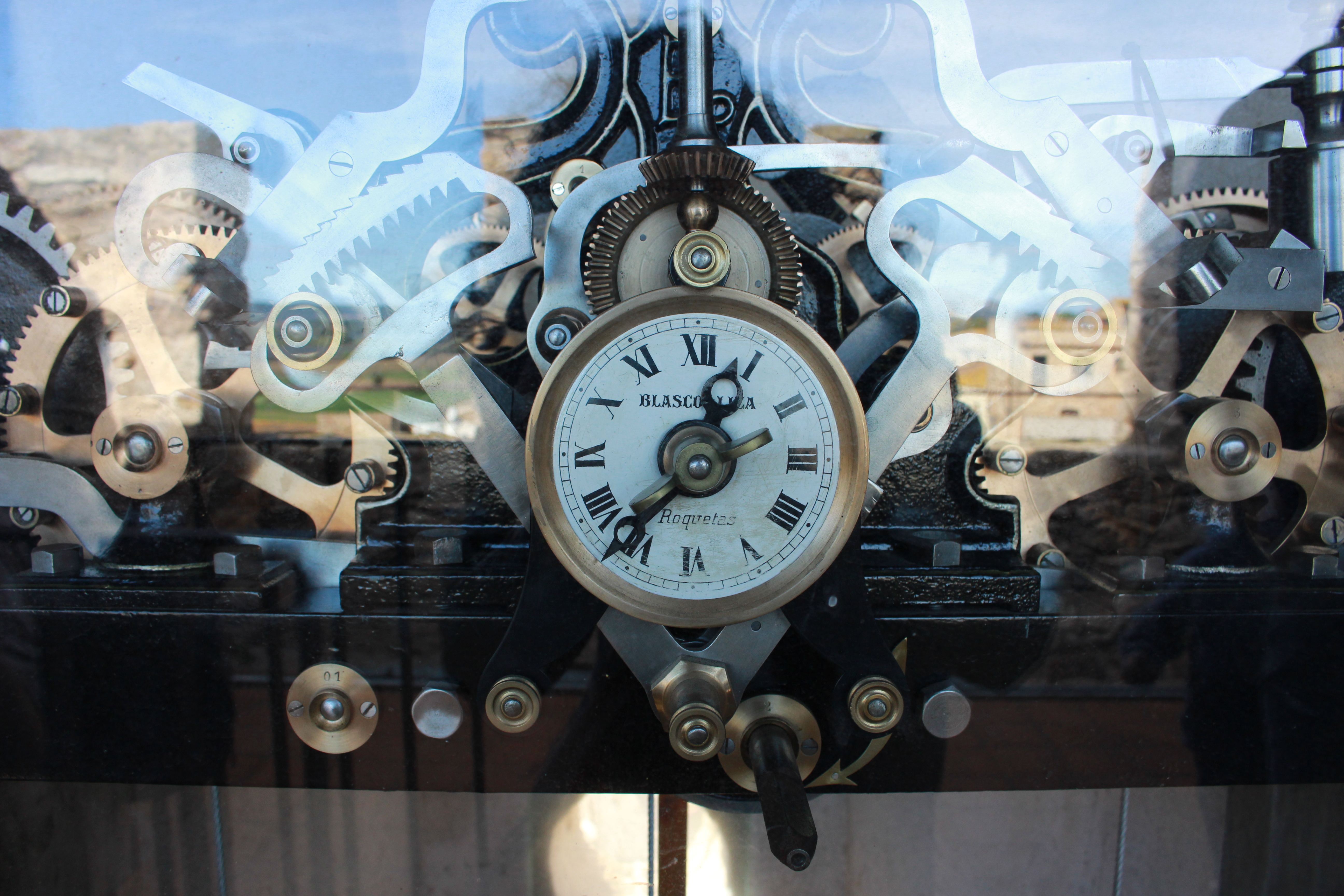
Mecanisme del rellotge de la Torre de les hores

La torre de les Hores està situada a la sortida de migdia del recinte medieval de Palau-sator. És una torre de base quadrada que s'eleva sobre un pas cobert del carrer Major. A la part interior té volta apuntada, i una escala a la dreta que condueix a una petita terrassa on està situada la porta d'accés a la part superior; s'hi pot distingir l'arc apuntat original de la part alta, posteriorment aparedat. Aquesta façana de la torre es completa amb tres merlets de coronament. L'arc exterior és capalçat, de mig punt i escarser. Damunt la porta hi ha espitlleres i les restes d'un rellotge de sol, i a la part superior el campanar de paret i un rellotge fet amb trencadís que porta la data de 1936. La torre és parcialment coberta amb teulada a una vessant. El material amb què es va construir la torre és la pedra, irregular i disposada en fileres horitzontals als paraments, i de carreus regulars als angles.

## Història
La torre de les Hores de Palau-sator és l'element millor conservat de la muralla medieval del nucli, i encara avui serveix d'accés a l'interior del recinte antic. Es tracta d'un element que pot ser datat el segle xiv.